# Nabiganj
Nabiganj är ett underdistrikt i Bangladesh. Det ligger i den östra delen av landet, 150 km nordost om huvudstaden Dhaka.
Trakten runt Nabiganj består till största delen av jordbruksmark. Runt Nabiganj är det tätbefolkat, med 913 invånare per kvadratkilometer.